# Oscar da Silva
|  | Aquest article tracta sobre el pianista portuguès. Si cerqueu el jugador de bàsquet germanobrasiler, vegeu «Oscar Leon da Silva». |

Oscar da Silva (Porto, 21 d'abril de 1870 — 6 de maig de 1958) fou un compositor i pianista portuguès.
Estudià a Alemanya i va tenir per professora a Clara Schumann, Reinecke, Rutharat, Jadassohn, Oscar Paul, Borgiel i Hofmann. Una vegada acabats els estudis, realitzà el 1893 la seva primera excursió artística com a concertista, tocant davant els públic de Leipzig, Bremen, Berlín, París, Lisboa i Porto. Sempre es va distingir per la seva sinceritat artística, considerant-se’l com un excel·lent intèrpret de Chopin i Schumann. Com a compositor té un gran nombre d'obres publicades; les primeres ho foren a Alemanya. En totes elles va fer gala de grans condicions i la majoria van assolir gran èxit.
Entre les obres pianístiques cal citar: 
- Rhapsodia portuguesa,
- Vierkilavierstuche,
- Scherzo a le valse,
- Images,
- Marcha do Centenario da India, que va aconseguir el primer premi en el concurs obert per aquest objectiu.
- Romance, per a violí,
- Suite, per a violí.

Per a cant són dignes d'elogi:
- L'aurore,
- La brise,
- La tristesse,
- La rêve,
- Valsa triste.

El 1904 estrenà a Lisboa la novel·la lírica en dos actes D. Mecia, que fou premiada amb la medalla d'or en l'Exposició Musical de Saint Louis. També se li deuen comentaris musicals per les obres següents, representades en els teatres de Lisboa: 
- O que morren de amor, de Julio Dantas,
- Rei Lear, de Shakespeare,
- Auto pastoril, de Gil Vicente,
- Quo vadis?, obra basada en la novela del mateix nom per Marcelino de Mezquita,
- Suave milagre, basada en un conte d'Eça de Queiroz, pel comte d'Arnoso i Alberto da Oliveira.